# オサイリス・レックス
- オサイリス・レックス[1][2]
- オシリス・レックス[3][4]

オサイリス・レックス（英語: Origins, Spectral Interpretation, Resource Identification, Security, Regolith Explorer。OSIRIS-REx）とは、アメリカ航空宇宙局のゴダード宇宙飛行センター (NASA/GSFC) が、アリゾナ大学の月惑星研究所などと共同開発した、小惑星ベンヌからのサンプルリターンを目的とした宇宙探査機である。なお、オサイリスはエジプト神話の神の名であり、レックスは「王」を意味するラテン語になるように、語呂合わせが行われた名称である。片仮名転記では「オサイレス・レックス」「オシリス・レックス」などとも表記され、日本では「アメリカ版はやぶさ」と呼ばれる場合もある。
2023年9月24日にサンプルが入っていると見られるカプセルを地球へ投下、推定250gの試料を採取することに成功した。なお探査機本体は、再突入カプセルを分離後にミッション名をOSIRIS-APEXと改め、小惑星アポフィスの周回探査に移行した。

## 概要

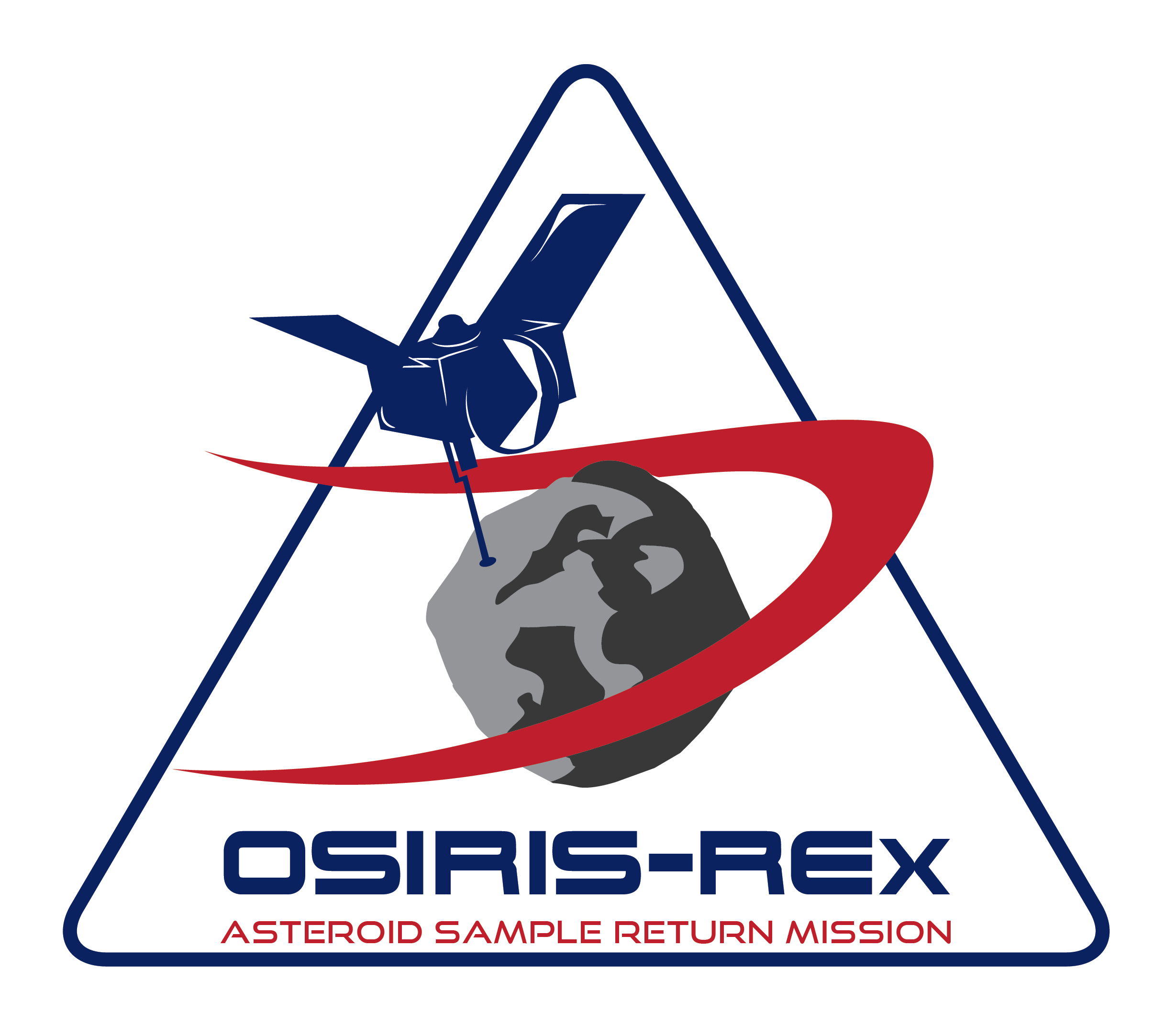
ミッションロゴ

NASAにおけるニュー・フロンティア計画において、ジュノー、ニュー・ホライズンズに次いで3番目に選定されたミッションが、オサイリス・レックスである。炭素などが含まれているだろうと言われてきたC型のスペクトルを有した地球近傍小惑星であるベンヌの詳細観測と、ベンヌからのサンプルリターン、さらに、ヤルコフスキー効果の観測を、オサイリス・レックスは主目的としている。また、NASAが2020年代に実施したいとしてきた、有人小惑星探査のための重要な準備として位置付けられた。総事業費は約8億ドルである。2016年9月8日に打ち上げが成功した。
2017年2月にNASAは、ベンヌへ向けて飛行中のオサイリス・レックスに、地球と太陽の系におけるラグランジュ点の1つである、L4に存在する可能性が考えられてきた地球のトロヤ群を観測するミッションを追加した。
2018年12月3日にベンヌの上空19 kmへ到達し、ベンヌとのランデブーに成功した。2018年12月31日にはベンヌから2 km以内に接近し、周囲を約62時間で1周する軌道に入った。これにより、ベンヌは宇宙機が公転軌道に乗った最小の天体となった。2020年10月20日にはベンヌ表面から試料を採取し、2021年に地球へ向けて航行を開始した。
2023年9月24日にベンヌからサンプルが入ったと見られるカプセルをアメリカ合衆国、ユタ州の砂漠にあるユタ試験訓練場に投下した。10月12日にサンプルの画像が初公開され、250gのサンプルを採取できたと推定されている。
ベンヌからのサンプル採取が終了したことに伴い、ミッション名がOSIRIS-APEXと改名され、オサイリス・レックスは小惑星アポフィスに向けての航行を開始した。

## 搭載機器
オサイリス・レックスには、電源として、1 kWを超える電力が得られる太陽電池パネルが搭載されている。これを電源として、各種の観測機器などを稼働させる。
OCAMS
OSIRIS-REx Camera Suiteの略称。
要するに、オサイリス・レックス用に特別に設計された、光学観測のためのカメラ類である。
OVIRS
OSIRIS-REx Visible and Intrared Spectrometerの略称。
ヒトの可視光から赤外線の波長域に感度を有したカメラで、どの波長が多く含まれているかを分析する機能を備えた、いわゆる分光計である。
OTES
OSIRIS-REx Thermal Emission Spectrometerの略称。
直訳すると「オサイリス・レックス用の熱放射分析器」といった意味だが、要するに、赤外線などで非接触で調べるカメラで、どの程度の温度かを見るための分光計である。
REXIS
Regolith X-ray Imaging Spectrometerの略称。
レゴリスとは、しばしば月面や小惑星の表面などで見られる粒子の細かい砂を指す。要するに、ベンヌの表面をX線で撮影するカメラで、これによってベンヌの表面の元素の組成や、どのような鉱物で構成されているのかを調べる。
OLA
OSIRIS-REx LASER Altimeterの略称。
このOLAはカナダが、オサイリス・レックス用に特別に設計した機器である。OLAからレーザーをベンヌに向けて照射して、レーザー光が反射して戻ってきた時間を計測する方法によって、ベンヌの詳細な地図の作成に成功した。
TAGSAM
Touch-and-Go Sample Acquisition Mechanismのの略称。
TAGSAMは円盤形状の装置で、ロボットアームの先端に取り付けられている。ロボットアームを動かしてTAGSAMをベンヌの表面に押し付け、さらに窒素ガスを吹き付けるという方法で、ベンヌの表面物質を吹き飛ばしてサンプルの採取を目指す。
SRC
Sample Return Capsuleの略称。
その名の通り、ベンヌで採取したサンプルを保護し、地球の大気圏へ再突入させるべく、最終的に探査機本体から分離させる部分である。隕石が地球の大気に突入すると、大気中の音速を超えてしまうために、大気を構成する気体分子が圧力変化を逃し切れず断熱圧縮が発生するため、隕石は高温に曝される。さらに、地球の大気には酸素分子が高濃度で含まれているため「燃焼」してしまう。これでは熱による物理的な相変化や、酸素などによる化学変化が起きてしまうために、隕石の本来の化学組成や鉱物の状態は「推定」するしかない。ましてベンヌのようなC型小惑星は炭素など燃えやすい元素が多く含まれているため、オサイリス・レックスのような探査機を用意し、SRCのような機器を用いてサンプルを保護しながら回収する必要がある。

## サンプルの取り扱い

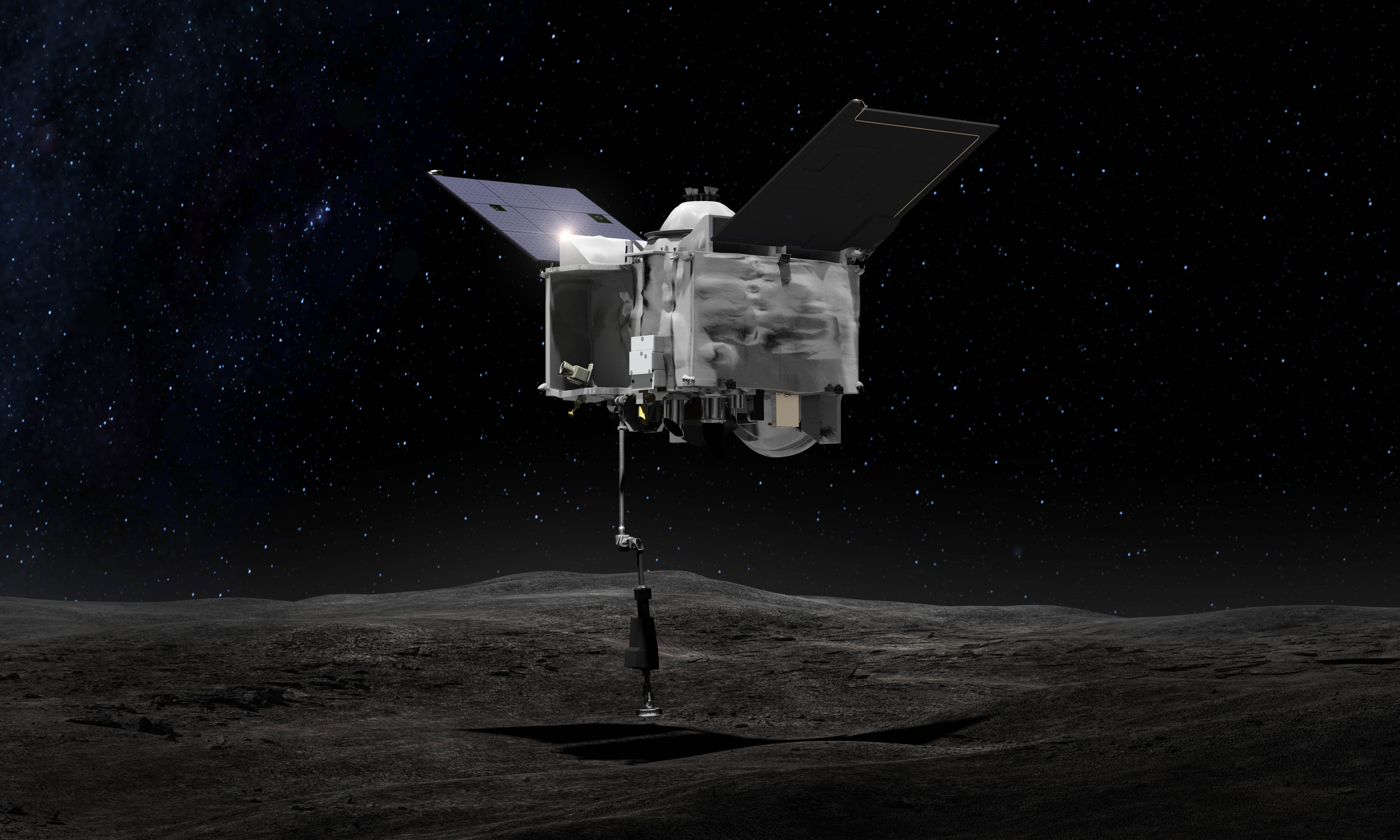
サンプル採取のイメージ

2020年10月のサンプル収集時瞬間の映像。オサイリス・レックスが小惑星ベンヌのサンプル採取場所ナイチンゲールに着陸した様子。

### サンプル採取方法
オサイリス・レックスが備える「TAGSAM」は、「一瞬だけ触れてサンプル入手するための仕組み」を意味する英語「Touch-and-Go Sample Acquisition Mechanism」のアクロニムで、サンプルの採取方法を示している。ロボットアームの先端に付けた「TAGSAM」は円盤形状の装置で、これをベンヌの表面に押し付け、窒素ガスで表面物質を吹き飛ばしてサンプルを採取する方式を採用した。ベンヌの物質の採取量は、60グラム以上を目標とした。
ベンヌのサンプル採取操作は2020年10月20日にTAGSAMを用いて、ベンヌの「ナイチンゲール」と命名した地点で実施した。採取されたとみられるサンプルは、2020年10月30日に地球の大気圏へ再突入させるカプセルへと格納した。

### JAXAとの協力
日本のJAXAとNASAは、「はやぶさ2」とオサイリス・レックスで回収したサンプルを分け合う協定に、2014年11月17日に両宇宙機関長が署名した。NASAは、「はやぶさ2」のサンプル（1 g以上を目標、最大では数g）の10%を、JAXAはオサイリス・レックスのサンプル（60 g以上を目標、最大では2 kg）の0.5%を得る。この協定は、どちらかのミッションが失敗しても保証される。またNASAは、「はやぶさ2」の深宇宙での通信をディープスペースネットワークで支援する。

## 開発経緯

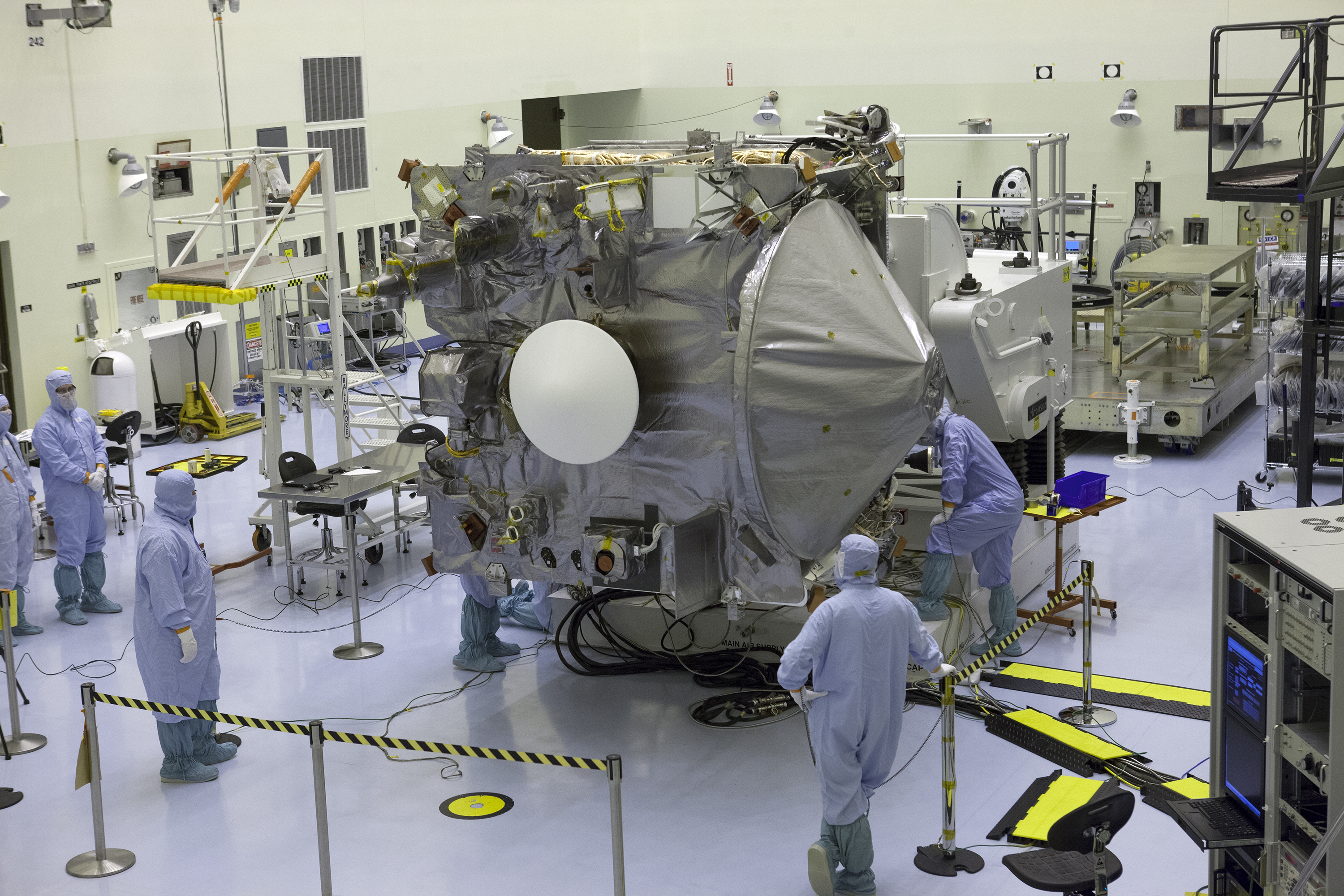
組み立て中のオサイリス・レックス

### 名称変更前
当初は「オサイリス (OSIRIS)」という名称であった。2004年にアリゾナ大学とロッキード・マーティンによって、ディスカバリー計画の11番目のミッションの候補として初めて提案されたが、チャンドラヤーン1号へ相乗りする観測機器が選定されたため採用されなかった。2006年にはゴダード宇宙飛行センターが加わり、同計画12番目のミッションの候補として再提案された。理学、工学、ミッションデザインなどで良評価を得て、月探査機GRAILや金星探査機ヴェスパーと共に最終候補まで残ったものの、最終的にGRAILが採用されたため、オサイリスは不採用となった。不採用の理由は、ディスカバリー計画の425百万ドルまでという予算枠に対して、必要経費が高額過ぎると判断されたためであった。

### 名称変更後
その後、名称をオサイリス･レックスへ変更し、打ち上げに使用するロケットの費用を除いて、650百万ドルまでの予算で計画が立てられた。これはディスカバリー計画よりも多い予算ながら、ニュー・フロンティア計画の3番目のミッションとして、2009年に再提案された。2009年12月29日には月サンプルリターン探査機ムーン・ライズや金星着陸機セイジと共に、オサイリス･レックスも最終候補に残った。そして2011年5月25日に、ニュー・フロンティア計画3番目のミッションとして正式に決定した。前回の不採用を覆して採用に至った理由は、3つの候補のうちマネジメントおよびコストの面で科学的目標の実現可能性が最も高いと判断されたためであった。
2014年4月にはミッションの詳細設計審査 (CDR) を終了し、探査機の製造フェーズへの移行が認められた。

## 打ち上げ後の経過

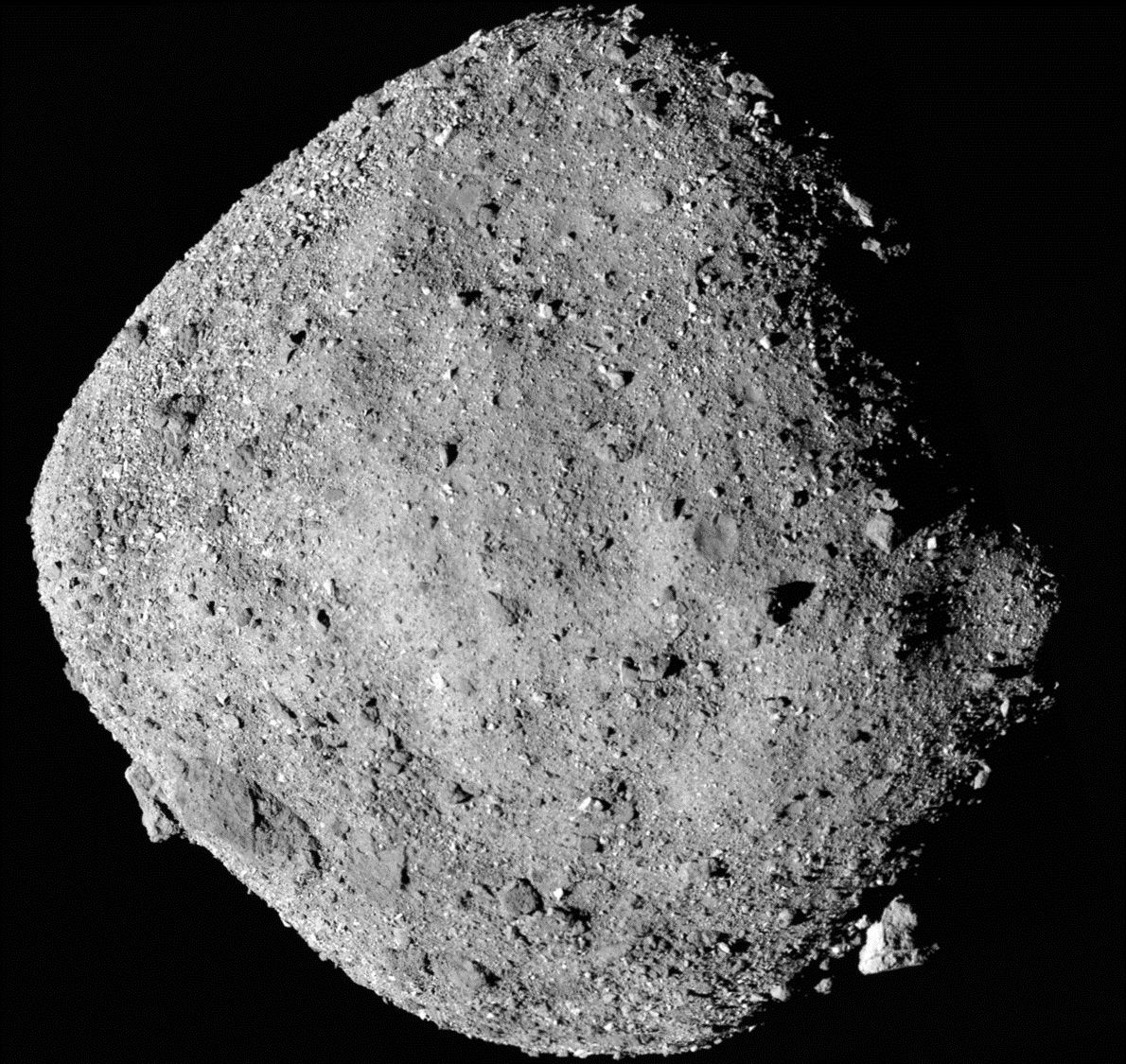
オサイリス・レックスが撮影したベンヌ。

- 2016年9月8日 - 打ち上げ[5]。
- 2017年1月17日 - 深宇宙マヌーバ
- 2017年9月17日 - 地球でスイングバイ実施
- 2018年12月3日 - ベンヌ付近に到着[7][16]。
- 2020年10月20日 - サンプル回収アームTAGSAMを使用して「ナイチンゲール」地点よりサンプルを採取[19]。
- 2020年10月30日 - 回収カプセルへの収納作業を完了[24]。
- 2021年4月7日 - 最後のベンヌ接近[30]。
- 2021年5月11日 - 地球に向けて、本格的に出発[20]。
- 2023年9月10日 - 軌道修正 (TCM11) により、地球の大気圏に突入するコースに入った[31]。
- 2023年9月24日 - カプセルの地球帰還[6]、OSIRIS-APEXに改名され、小惑星アポフィスに向けて出発。
- 2023年9月25日 - サンプル回収容器がジョンソン宇宙センターに到着[32]。
- 2024年1月11日 - サンプル回収容器の本格的な開封に成功[33]。
- 2024年6月24日 - サンプルの初期分析結果が公開された[34]。

## 名前を搭載するイベント
NASAはオサイリス・レックスに世界中の人々の名前を載せるイベントを、2014年1月から9月30日まで実施した。集まった名前は、マイクロチップに刻んで探査機に搭載され、そのまま宇宙へと打ち上げられた。サンプルリターンのためのカプセルは2023年に地球大気圏へと再突入させて地表に戻すものの、名前が刻まれた部品は探査機本体に搭載されたままなので、カプセルを地上に回収した後も探査機と共に飛び続ける予定である。